# Erkin Alptekin
Pour les articles homonymes, voir Alptekin.
Erkin Alptekin (né le 4 juillet 1939 à Kachgar, Xinjiang) est un militant,  nationaliste ouïghour, défenseur des droits indigènes, reconnu internationalement. Parmi les organisations qu'il a dirigées, il fut président et secrétaire général de l'Organisation des nations et des peuples non représentés, puis le premier président du Congrès mondial des Ouïghours. 

## Biographie
Alptekin est le fils de Isa Yusuf Alptekin, dernier secrétaire général de la Première République du Turkestan oriental. Après la reprise du contrôle du Xinjiang par les communistes chinois, au nom de la Chine en 1949, il se réfugie à Srinagar, au Cachemire, en Inde, avec ses parents. Ses études ont commencé à Urumqi, capitale du Turkestan oriental et il est diplômé du College couvent à Srinagar, et de l'Institut du journalisme, à Istanbul en Turquie.
En 1971, il rejoint Radio Free Europe/Liberty, à Munich, en Allemagne. Il y a travaillé en tant que rédacteur des programmes, analyste principal de recherche, directeur adjoint des Services de la nationalité ou encore Conseiller principal en politiques auprès du Directeur de Radio Liberty. En 1995, il prend sa retraite anticipée en République tchèque lors du déménagement à Prague de la  Radio Free Europe/Radio Liberty.

## Plaidoyer
Erkin Alptekin a été efficace en faisant pression, non seulement pour la cause de son propre peuple, mais aussi pour la cause de nombreuses autres nations, de peuples, de minorités et de peuples autochtones dans les pays occidentaux depuis 1971. Il est l'un des fondateurs du Comité allié des peuples du Turkestan oriental, au Tibet et en Mongolie-Intérieure, en 1985, à Zurich en Suisse. Il est encore le président exécutif de cette organisation. En 1991, avec le soutien de certains de ses compatriotes, il a fondé l'Union du Turkestan oriental en Europe (E.T.U.E.), à Munich en Allemagne. En 1991, il est également devenu l'un des fondateurs de l'organisation des peuples et nations non représentés (UNPO), qui a son siège à La Haye aux Pays-Bas. 
Entre 1991 et 2003, Alptekin était vice-président, président et le secrétaire-général de l'UNPO. Actuellement, l'UNPO compte 60 membres représentants près de 150 millions de personnes dans le monde. En 2000, en compagnie de M. Federico Mayor, l'ancien ministre de la Culture de l'Espagne et de Mme Danielle Mitterrand, l'ancienne première dame de France, il devint l'un des fondateurs de l'UBUNTU (Paix), à Barcelone, Espagne. Au cours d'une conférence tenue à Munich, en Allemagne, du 16 au 18 avril 2004, Alptekin a été élu président du Congrès mondial des Ouïghours, une association qui ne demande pas l'indépendance, mais la démocratie et le droit à l’autodétermination pour les Ouïghours. 
Erkin Alptekin est aussi membre du conseil consultatif de plusieurs organismes internationaux situés en Asie, en Europe et aux États-Unis.
Au cours des 35 dernières années Erkin Alptekin a assisté à plus de 6 000 conférences internationales dans le monde entier sur divers sujets ; publié de nombreux articles, rapports de recherche et des brochures, et a fait l'objet de différents articles publiés dans des journaux occidentaux.

## Vie privée
Erkin Alptekin est marié et a 2 enfants (un fils et une fille). Outre sa langue maternelle ouïghour, Erkin Alptekin parle le turc, l'anglais et l'allemand. Il vit en Allemagne.